# 斎藤太兵衛
斎藤 太兵衛（さいとう たへえ、1876年4月1日 - 1961年12月12日）は、日本の政治家。衆議院議員（3期）。

## 経歴
栃木県出身。1901年、国民英学会で学ぶ。宇都宮市議、同参事会員、同議長、宇都宮商業会議所特別議員、同副会頭となる。宇陽幼稚園長、下野三楽園理事、下野興業銀行頭取、下野中央銀行、下野貯蓄銀行、下野新聞、宇都宮軌道各(株)取締役、宇都宮瓦斯(株)社長、栃木県農工銀行監査役となる。
1917年の第13回衆議院議員総選挙において宇都宮市部から立候補したが落選。1920年の第14回衆議院議員総選挙では栃木1区から憲政会公認で立候補したが48票差で落選。1924年の第15回衆議院議員総選挙で初当選。以来連続3回当選した。1932年の第18回衆議院議員総選挙には出馬しなかった。1961年死去。